# Агуаш-Белаш (Феррейра-ду-Зезере)
Агуаш-Белаш (порт. Águas Belas) — район (фрегезия) в Португалии, входит в округ Сантарен. Является составной частью муниципалитета Феррейра-ду-Зезере. По старому административному делению входил в провинцию Рибатежу. Входит в экономико-статистический субрегион Медиу-Тежу, который входит в Центральный регион. Население составляет 1140 человек на 2001 год. Занимает площадь 18,56 км².
Покровителем района считается Дева Мария (порт. Nossa Senhora da Graça).